# Maifeld

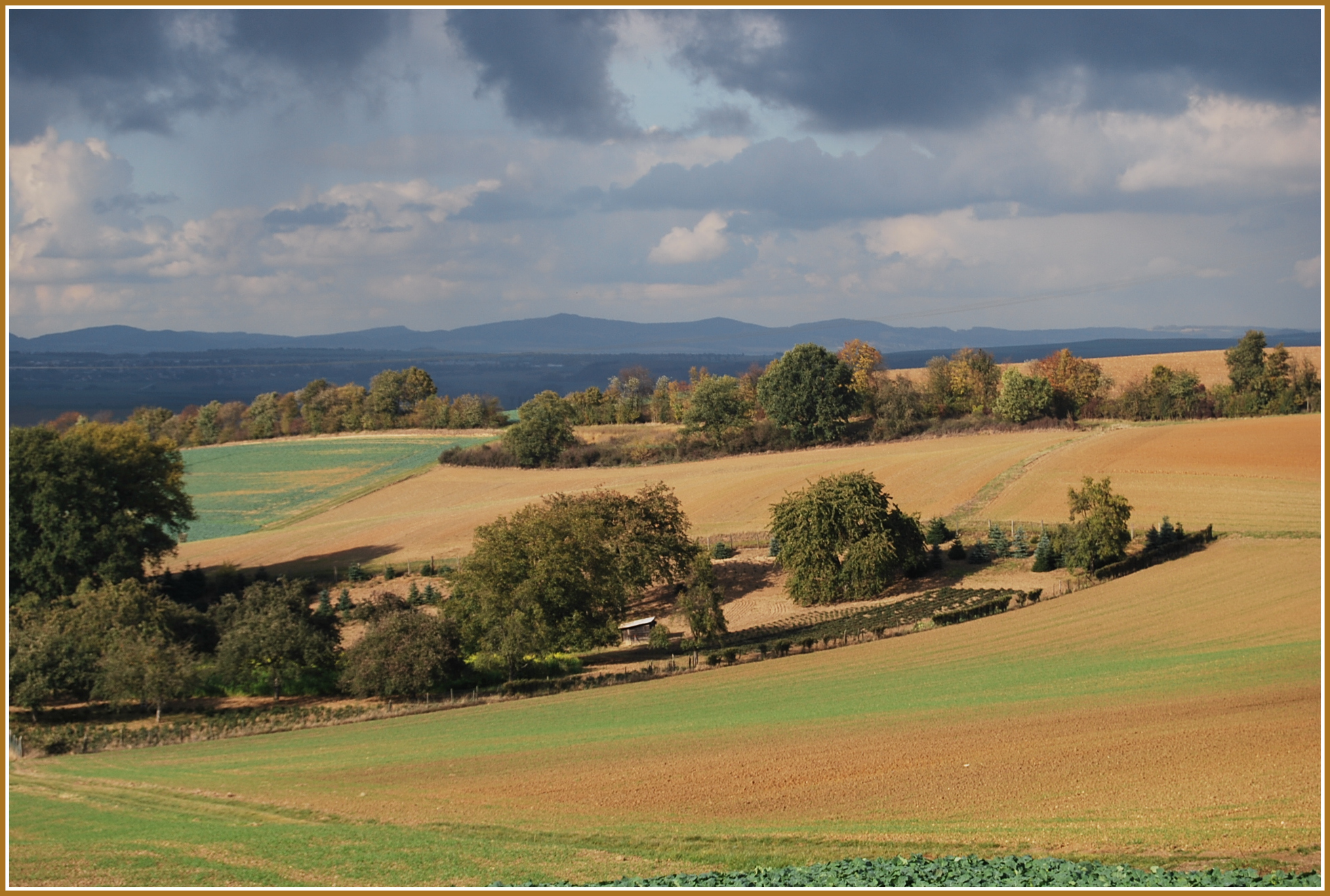
Maifeld

Das Maifeld ist ein Landschaftsteil (eine naturräumliche Untereinheit) des Mittelrheinischen Beckens an der westlichen Nahtstelle zur Eifel südwestlich von Koblenz, der besonders durch seine leichten Hügel auffällt.

## Lage
Das etwa 200–400 m über NN gelegene Hügelland gliedert sich in das Obermaifeld südlich Mayens im Westen und das sich östlich anschließende, flächenmäßig größere Niedermaifeld südwestlich von Koblenz. Es wird durch die Flüsse Mosel (Südosten) und Elz (Südwesten) vergleichsweise scharf begrenzt, während die Nette im Nordwesten nur eine ungefähre Grenze bildet.
Seinen Namen verdankt es vermutlich den Franken, die hier Volksversammlungen abgehalten haben.

## Nutzung

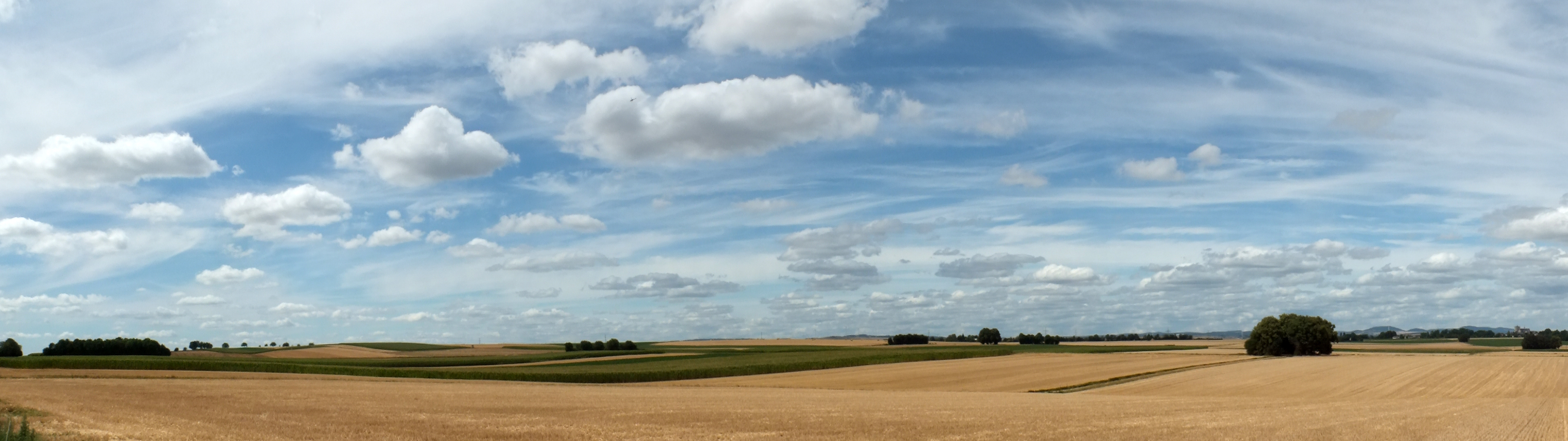
Getreidefelder auf dem Maifeld bei Metternich

Das Maifeld wird fast ausschließlich für den großflächigen Getreideanbau genutzt. Nur wenige große Höfe, die oft zwischen den welligen Feldern versteckt sind, bewirtschaften diese Region. Die Böden gelten als besonders fruchtbar. Städte im Maifeld sind Polch (Sitz der Verbandsgemeinde Maifeld im Landkreis Mayen-Koblenz, aber streng naturräumlich gesehen im Pellenz (Pellenzhöhe) gelegen) und Münstermaifeld.

## Naturräumliche Gliederung

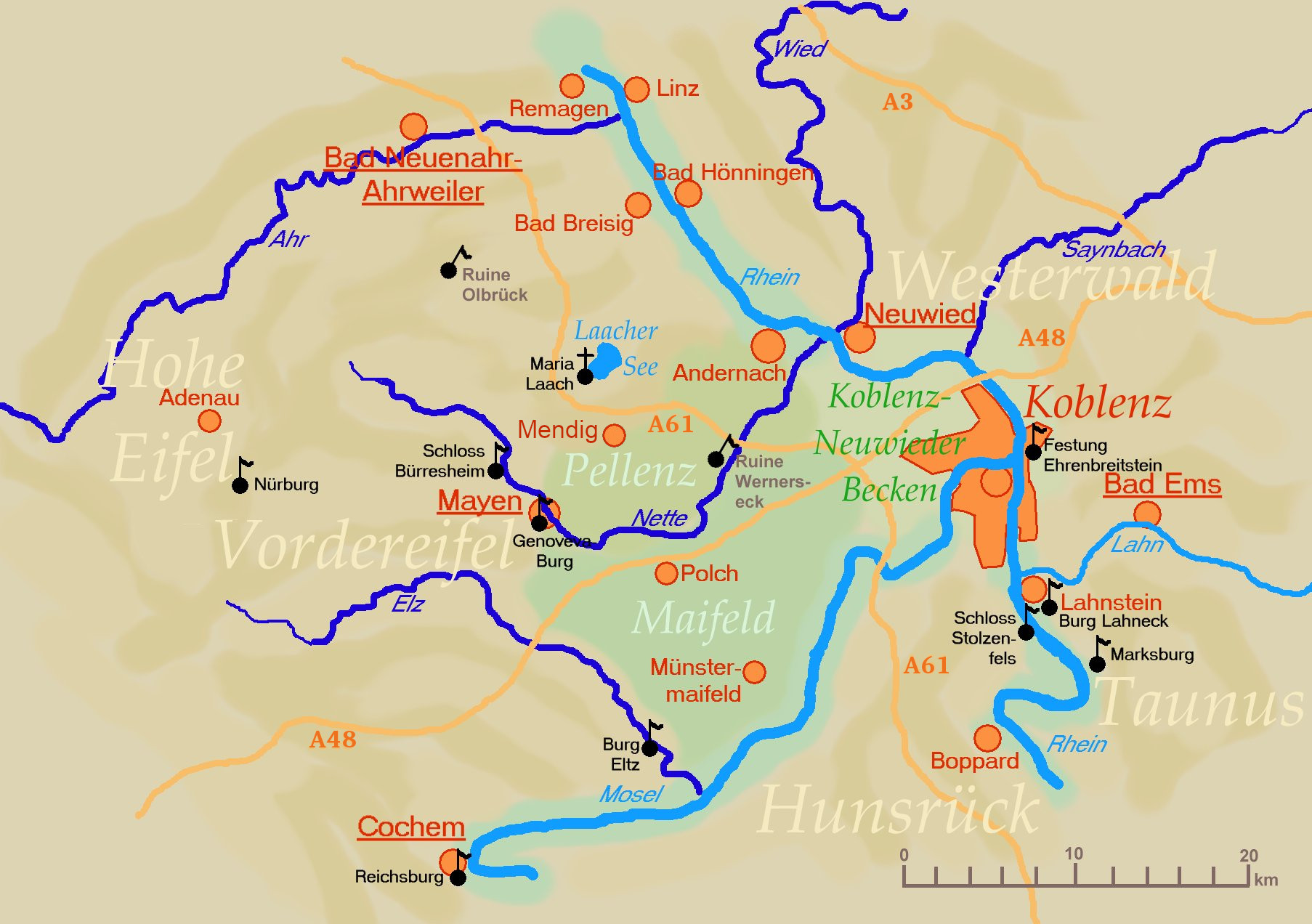
Landschaftskarte

Das Maifeld gliedert sich wie folgt:
- (zu 291 – Mittelrheinisches Becken)
  - (zu 291.2 – Maifeld-Pellenzer Hügelland)
    - 291.23 Niedermaifeld (Osten)
      - 291.230 Niedermaifelder Senke
      - 291.231 Niedermaifelder Terrasse
      - 291.232 Niedermaifelder Höhe

    - 291.24 Obermaifeld (Westen)

## Sehenswürdigkeiten
- Burg Eltz im Tal der Elz
- Karmelenberg
- Stiftskirche St. Martin und St. Severus
- Maifeld-Radweg (ehemalige Eisenbahnlinie Mayen–Polch–Ochtendung / Polch–Münstermaifeld)